# Kartabhadźa
Kartabhadźa (transliteracja kartābhajā, ang. kartabhaja) – hinduistyczna tradycja religijna i filozoficzna z północno-wschodnich Indii. Za założyciela tej sampradai uchodzi Karta Baba Aul Ćand.

## Założyciel i jego uczeń
Aul Ćand był sierotą. Prowadził ascetyczny wędrowny tryb życia, do czasu przyjęcia na ucznia Ramśaran Pala, który pierwszy rozpoznał w nim inkarnację Ćajtanji Mahaprabhu.

## Guruwada
Charakterystycznym dla tej tradycji jest szczególnie rozwinięty i mocno podkreślany w ich nauczaniu kult guru. Najwyższego rangą żyjącego guru określają tytułem Karta. Jest on uznawany za emanację Boga na ziemi i źródło błogosławieństw od wszystkich poprzednich Karta. Miejscem zamieszkania tych guru i centrum administracyjnym ruchu, jest posiadłość pierwszego Karty, czyli Aul Ćanda.

## Barata
Barata to termin jakim określają siebie wyznawcy. Bezpośrednio oznacza on „członka grupy pana młodego”, i odnosi się do czciciela aktualnego zwierzchnika (Karta) ruchu kartahbadźa. Baratami stało się w okresie popularności nurtu kartabhadźi w Bengalu, wielu przedstawicieli z wysokich dźati (kast).

## Doktryna
Kartabhadźa za najwyższą ideę uznaje sahadźę. Stan sahadźa (naturalny, wrodzony) to cel dążeń adeptów. Upodabnia to ich do tradycji baulów i bengalskich sahadźinów i buddyjskiej sahadźajany. Podobnie jak baulowie, podążają ścieżką błogości i również jak oni poszukują jedności z bóstwem wielkości kciuka w komnacie anahataćakry (porównaj: Iśwara, Puruszottama).

## Bhawergita
Bhawergita (Pieśń ekstazy) to najistotniejszy tekst tradycji kartabhadźinów. Jego autorstwo przypisuje się Dulaćanowi.

## Kult
- Kartabadźinowie obchodzą następujące święta hinduistyczne: Dolkhela, Dol Purnima, Baiśakhi Purnima, Lakszmi Purnima.
- Odbywają kąpiele rytualne w Jeziorze Himsagar (Himsagar Lake), nadając im znaczenie równoważne z zanurzeniem w wodach rzeki Ganges[4].
- Doroczne festiwale kartabhadźinowie organizują w miejscowościach:
  - Ghoshpara[5] (dystrykt Nadia, na północ od Kolkaty)
  - Agradwipa (Agradwip)[2].